# Drexel (Missouri)
Pour les articles homonymes, voir Drexel.
Drexel est une ville des comtés de Bates et Cass, dans le Missouri, aux États-Unis,. Située à l'intersection des deux comtés et au sud-ouest du comté de Cass, elle est incorporée en 1890.

## Démographie
Lors du recensement de 2010, la ville comptait une population de 965 habitants. Elle est estimée, en 2016, à 959 habitants.

## Source de la traduction
- (en) Cet article est partiellement ou en totalité issu de l’article de Wikipédia en anglais intitulé « Drexel, Missouri » (voir la liste des auteurs).